# Покемон. Фільм: Секрети джунглів
Покемон. Фільм: Секрети джунглів (англ. Pokémon the Movie: Secrets of the Jungle) — японський аніме-фільм 2020 року на основі Сатосі Тадзірі Покемон медіа франшиза та продюсер OLM. Це є двадцять третій фільм у всесвіті Покемон та третьому фільмі в Чергуйте Хронологія серія. Фільм повертається до серії’ традиційного 2D-художнього стилю ніж використання CGI-анімації що використовується в М'юту завдає удару у відповідь: Еволюція. У ньому представлено нове Покоління VIII Міфічний Покемон Заруд і блискучий Селебі.
В Японії, вийшов у прокат на 25 грудня 2020 року, від Toho. Оригінальна дата виходу 10 липня 2020 року, затримується в зв'язку з COVID-19 пандемія в Японії. Фільм вийшов в усьому світі (за винятком Японії, Кореї, та Китаю) на Netflix 8 жовтня 2021 року.
Протягом обмеженого часу, Якщо гравці з Pokémon Sword і Shield попередньо замовлені квитки на прем'єру цього фільму, вони отримали міфічного Покемона Заруд у його «Тата» форму та Блискучий Селебі.

## Сюжет
Коко живе в джунглях, де його виховує відлюдник Заруд. Зустрівши Еша й Пікачу, він дізнається про існування світу людей, а також про небезпеку, яка загрожує його дому!

## Ролях
| Персонаж     | Японський оригінал  | Англійський дубляж    | Український дубляж  |
| ------------ | ------------------- | --------------------- | ------------------- |
| Еш Кетчум    | Ріка Мацумото       | Сара Наточенний       | Тимофій Марченко    |
| Пікачу       | Ікуе Отані          | Ікуе Отані            | Ікуе Отані          |
| Джессі       | Мегумі Хаяшибара    | Michele Knotz         | Олена Борозенець    |
| Джеймс       | Шинічіро Мікі       | Джеймс Картер Каткарт | Олександр Погребняк |
| Мяут         | Інуко Інуяма        | Джеймс Картер Каткарт | Павло Скороходько   |
| Воббафет     | Юджі Уеда           | Michele Knotz         | TBA                 |
| Оповідач     | Кеню Хоріучі        | Роджер Парсонс        | Максим Кондратюк    |
| Делія Кетчум | Масамі Тойосіма     | Сара Наточенний       | Людмила Ардельян    |
| Заруд (Тата) | Накамура Канкуро VI | TBA                   | Михайло Кришталь    |
| Коко         | Мока Камішірайші    | Кімлін Тран           | Дмитро Зленко       |
| Доктор Зед   | Коичи Ямадера       | TBA                   | Юрій Сосков         |
| Шерон        | Шоко Накагава       | TBA                   | Вікторія Бакун      |

Фільм дубльовано студією «Le Doyen» на замовлення компанії «Netflix» у 2021 році.
- Перекладач тексту та пісень — Оксана Кравченко
- Режисер дубляжу — Павло Скороходько
- Музичний керівник — Тетяна Піроженко
- Звукорежисер — Олена Лапіна
- Координатор проєкту — Аліна Гаєвська

## Музика
Pokémon the Movie: Koko Music Collection (Японський: 「劇場版ポケットモンスター　ココ」ミュージックコレクション) є офіційним саундтреком до фільму який вийшов у Японії на 23 грудня 2020 року. Koko by Beverly — Японська тема для фільму. Pokémon the Movie: Koko Theme Song Collection (Японський: 「劇場版ポケットモンスター　ココ」テーマソング集), альбом для відкриття теми також був випущений на 23 грудня 2020 року.
У фільмі 6 пісень на тему, все написане від Taiiku Okazaki; це перший раз, коли фільм «Покемон» було кілька тематичних пісень усіх написаних одним і тим же художником:
- The Rule Song
- Koko
- Show Window
- The Hum of the Forest
- Strange and Wonderful Creatures
- I'm Home and Welcome Back

## Реліз

### Театральний пробіг
Реліз фільму планується на 25 грудня 2020 року в Японії. Оригінальна дата виходу з 10 липня 2020 року, був затримується в зв'язку з COVID-19 пандемія в Японії.

### Потокове передавання
Фільм вийде на Netflix на 8 жовтня 2021 року в у всьому світі.

## Прийом

### Театральна каса
Згідно зі звітом Тохо за першу половину з 2021 року випущені фільми, «Покемон. Фільм: Секрети джунглів» перевищив позначку в 1 мільярд єн, а остаточний валовий збір становить близько 2,02 мільярда єн (18,41 мільйона доларів США).

## Зауваження
1. ↑  Спочатку випущений в Японії як «Кишенькові Монстри. Фільм: Коко» (яп. 劇場版ポケットモンスター ココ,, Gekijō-ban Pokettomonsutā Koko)